# Linus Öjelind
Linus Öjelind, född 3 maj 2001, är en svensk professionell puckelpiståkare för svenska puckelpistlandslaget samt moderklubben Luleå Freestyle. Han gjorde sin debut i världscupen den 5 december 2020 i Ruka. Hans bästa resultat är första plats i Europacupen i Åre med totalt 3 pallplatser.